# انتخابات مجلس الأمن التابع للأمم المتحدة 2005
أُجريت انتخابات مجلس الأمن التابع للأمم المتحدة لعام 2005 في 10 أكتوبر 2005 خلال الدورة الستين للجمعية العامة للأمم المتحدة، التي عقدت في مقر الأمم المتحدة في مدينة نيويورك. انتخبت الجمعية العامة جمهورية الكونغو وغانا وبيرو وقطر وسلوفاكيا أعضاءً غير دائمين في مجلس الأمن التابع للأمم المتحدة لمدة عامين تبدأ في 1 يناير 2006. انتخبت قطر وسلوفاكيا لأول مرة في المجلس.

## القواعد
يتألف مجلس الأمن من 15 مقعدًا، يشغلها خمسة أعضاء دائمين وعشرة أعضاء غير دائمين. وفي كل عام، يتم انتخاب نصف الأعضاء غير الدائمين لمدة عامين.   ولا يجوز للعضو الحالي أن يترشح على الفور لإعادة انتخابه. 
وفقًا للقواعد التي يتم بموجبها تناوب المقاعد العشرة غير الدائمة في مجلس الأمن بين الكتل الإقليمية المختلفة التي تقسم إليها الدول الأعضاء في الأمم المتحدة تقليديًا لأغراض التصويت والتمثيل،  يتم تخصيص المقاعد الخمسة المتاحة على النحو التالي: 
- مقعدان للدول لأفريقيا (تشغلهما الجزائر وبنين)
- مقعد لبلدان المجموعة الآسيوية (الآن مجموعة آسيا والمحيط الهادئ)[6] لـ"المقعد العربي" (تشغله الفلبين)
- مقعد لأوروبا الشرقية (تشغله رومانيا)
- مقعد لأمريكا اللاتينية ومنطقة البحر الكاريبي (تشغله البرازيل)

## المرشحون
وكان هناك ستة مرشحين للمقاعد الخمسة في المجلس: الكونغو وغانا ونيكاراغوا وقطر وبيرو وسلوفاكيا.

## النتائج
وتم التصويت بالاقتراع السري. بالنسبة لكل مجموعة جغرافية، يمكن لكل دولة عضو التصويت لصالح أكبر عدد ممكن من المرشحين الذين سيتم انتخابهم. كان هناك ما مجموعه 191 بطاقة اقتراع في كل من الانتخابات الثلاثة.

### المجموعتين الأفريقية والآسيوية
- الكونغو 188
- غانا 184
- قطر 186
- اندونيسيا 1
- ممتنعون 2

### مجموعة أوروبا الشرقية
- سلوفاكيا 185
- ممتنعون 6

### مجموعة أمريكا اللاتينية ومنطقة البحر الكاريبي
- بيرو 144
- نيكاراغوا 43
- ممتنعون 4

## روابط خارجية
- وثيقة الأمم المتحدة GA/10401 بيان صحفي للجمعية العامة
- مركز أخبار الأمم المتحدة